# Хон Док Йон
У цьому корейському імені прізвище (Хон) стоїть перед особовим ім'ям.
Хон Док Йон (кор. 홍덕영, 5 травня 1921, Хамхин — 13 вересня 2005, Сеул) — південнокорейський футболіст, що грав на позиції воротаря. По завершенні ігрової кар'єри — тренер.
Виступав, зокрема, за збірну Південної Кореї, згодом тренував національну команду своєї країни.

## Клубна кар'єра
Народився 5 травня 1921 року. Займався футболом у команді Університету Кореї.
Згодом протягом 1951—1955 років грав за команду «Чосон Текстиль».

## Виступи за збірну
1948 року дебютував в офіційних матчах у складі національної збірної Південної Кореї. Того ж року був основним воротарем команди на футбольному турніру Олімпійський ігор в Лондоні, де корейці пройшли до чвертьфіналу, в якому пропустили 12 «сухих» голів від майбутніх олімпійських чемпіонів, збірної Швеції.
Згодом був учасником чемпіонату світу 1954 року у Швейцарії, де також був основним голкіпером, взявши участь в обох іграх своєї команди на турнірі, які вона програла із загальним рахунком 0:18.
Загалом протягом кар'єри у національній команді, яка тривала сім років, провів у формі головної команди країни 16 матчів, в яких пропустив 57 голів.

## Кар'єра тренера
Розпочав тренерську кар'єру, повернувшись до футболу після невеликої перерви, 1959 року, очоливши команду Університету Кореї. Згодом протягом 1969—1976 років очолював команду клубу «Сеул Банк».
Останнім місцем тренерської роботи була національна збірна Південної Кореї, головним тренером якої Хон Док Йон був у листопаді 1971 року. Під його керівництво збірна провела лише 4 гри і виграла товариський турнір Кубок Короля Таїланду.
Помер 13 вересня 2005 року на 85-му році життя у місті Сеул.
| Дата      | Місто    | Господарі      | Результат | Гості          | Турнір             | Голи | Примітки |
| --------- | -------- | -------------- | --------- | -------------- | ------------------ | ---- | -------- |
| 2-8-1948  | Лондон   | Південна Корея | 5 – 3     | Мексика        | ОІ 1948            | -3   |          |
| 6-8-1948  | Лондон   | Швеція         | 12 – 0    | Південна Корея | ОІ 1948            | -12  |          |
| 2-1-1949  | Гонконг  | Південна Корея | 2 – 3     | Китай          | товариський матч   | -3   |          |
| 11-4-1953 | Гонконг  | Південна Корея | 3 – 2     | Сінгапур       | товариський матч   | -2   |          |
| 18-4-1953 | Сінгапур | Сінгапур       | 3 – 1     | Південна Корея | товариський матч   | -3   |          |
| 19-4-1953 | Сінгапур | Сінгапур       | 1 – 3     | Південна Корея | товариський матч   | -1   |          |
| 24-4-1953 | Сінгапур | Сінгапур       | 0 – 0     | Південна Корея | товариський матч   | -    |          |
| 30-4-1953 | Сінгапур | Індонезія      | 1 – 3     | Південна Корея | товариський матч   | -2   |          |
| 7-3-1954  | Токіо    | Японія         | 1 – 5     | Південна Корея | Відбір до ЧС 1954  | -1   |          |
| 14-3-1954 | Токіо    | Південна Корея | 2 – 2     | Японія         | Відбір до ЧС 1954  | -2   |          |
| 2-5-1954  | Маніла   | Гонконг        | 3 – 3     | Південна Корея | Азійські ігри      | -3   |          |
| 4-5-1954  | Маніла   | Південна Корея | 8 – 2     | Афганістан     | Азійські ігри      | -2   |          |
| 7-5-1954  | Маніла   | Бірма          | 2 – 2     | Південна Корея | Азійські ігри      | -2   |          |
| 8-5-1954  | Маніла   | Тайвань        | 5 – 2     | Південна Корея | Азійські ігри      | -5   |          |
| 17-6-1954 | Цюрих    | Угорщина       | 9 – 0     | Південна Корея | ЧС 1954 - 1-й етап | -9   |          |
| 20-6-1954 | Женева   | Туреччина      | 7 – 0     | Південна Корея | ЧС 1954 - 1-й етап | -7   |          |
| Усього    |          | Матчів         | 16        |                | Голів              | -57  |          |

## Титули і досягнення
- Срібний призер Азійських ігор: 1954